# اکواسانتا ترم
اکواسانتا ترم (به ایتالیایی: Acquasanta Terme) یک سکونتگاه مسکونی در ایتالیا است که در استان اسکولی پیچنو واقع شده‌است.

## خصوصیات
اکواسانتا ترم ۱۳۸٫۳ کیلومترمربع مساحت و ۳٬۱۵۲ نفر جمعیت دارد و ۳۸۸ متر بالاتر از سطح دریا واقع شده‌است.